# Darko Tolar
Darko Tolar, slovenski politik, * ?.
Med 15. februarjem 2001 in 31. majem 2002 je bil državni sekretar Republike Slovenije na Ministrstvu za finance Republike Slovenije.